# Eletica rubrofasciata
Eletica rubrofasciata es una especie de coleóptero de la familia Meloidae.

## Distribución geográfica
Habita en el Congo.